# گمینا روپا
گمینا روپا (به لهستانی:  Gmina Ropa) یک گمینا در لهستان است که در شهرستان گورلیتسه واقع شده‌است. گمینا روپا ۴۹٫۰۹ کیلومتر مربع مساحت و ۵٬۰۵۸ نفر جمعیت دارد.